# Hemistola inoptaria
Hemistola inoptaria är en fjärilsart som beskrevs av Walker 1863. Hemistola inoptaria ingår i släktet Hemistola och familjen mätare. Inga underarter finns listade i Catalogue of Life.